# Gavazzana
Gavazzana es una localidad y comune italiana de la provincia de Alessandria, región de Piamonte, con 164 habitantes.

## Evolución demográfica
| Gráfica de evolución demográfica de Gavazzana entre 1861 y 2001 |
|                                                                 |
| Fuente ISTAT - elaboración gráfica de Wikipedia                 |